# Église Saint-Martin d'Isle-Aubigny
L'église Saint-Martin est une église située à Isle-Aubigny, en France.

## Description
L'édifice, bâti en craie, sur un plan en forme de croix latine. Le chœur est formé d'une abside à cinq pans et date du début du XIIe siècle, comme une grande partie de la nef. Le transept a été élevé dans la première moitié du XVIe siècle ainsi que la flèche de la croisée. à l'intérieur, la nef a été plafonnée au XVIIIe siècle et le transept comme le chœur ont été voûtés sur croisées d’ogives au XVIe siècle. La charpente du XVIe est elle aussi remarquable.

### Mobilier
Elle possède des verrières du XVIe, des statues comme :
- Une sainte Tanche[3] en calcaire polychrome,
- une charité de saint Martin[4] en bois polychrome du XVIe.

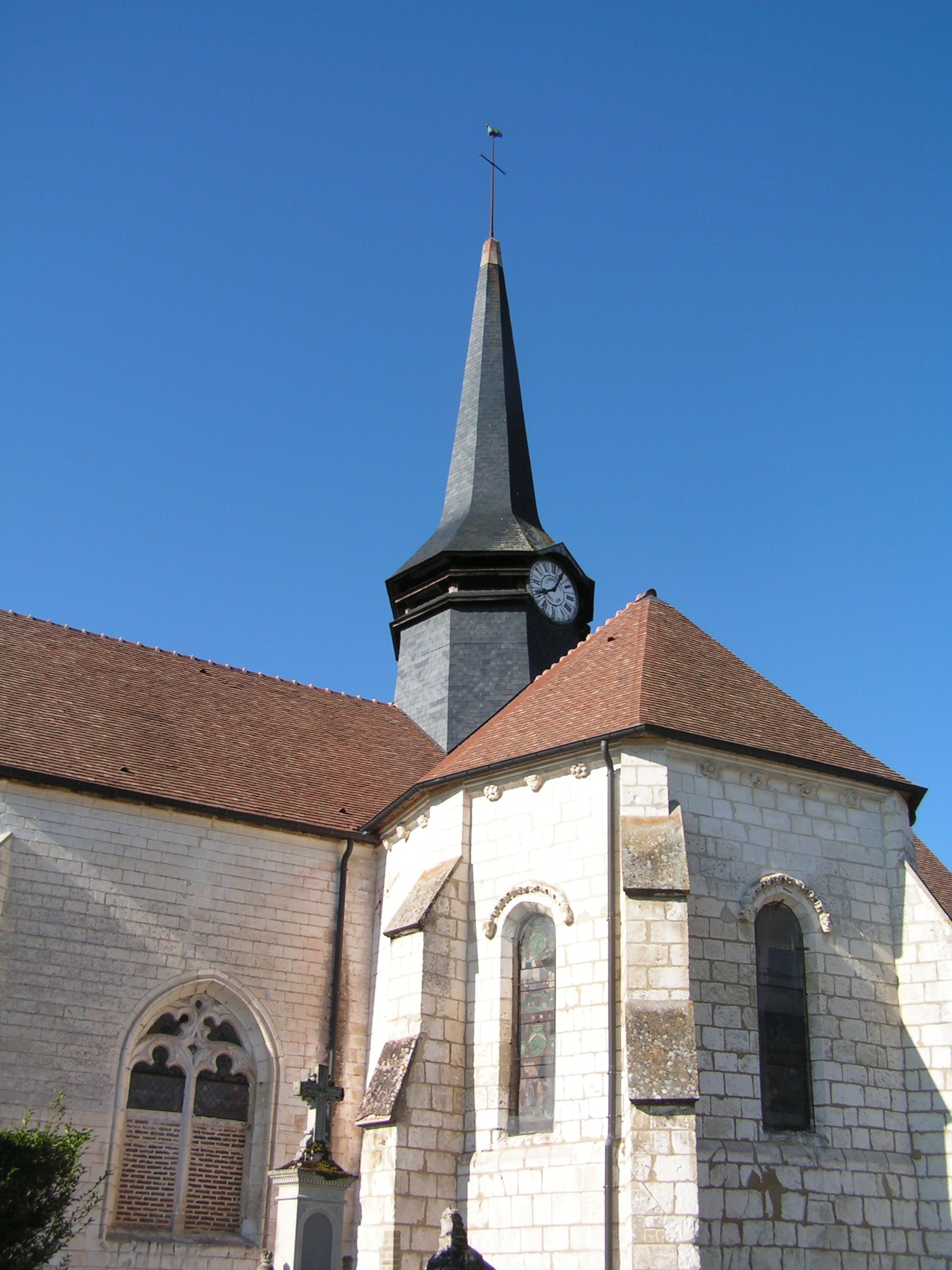
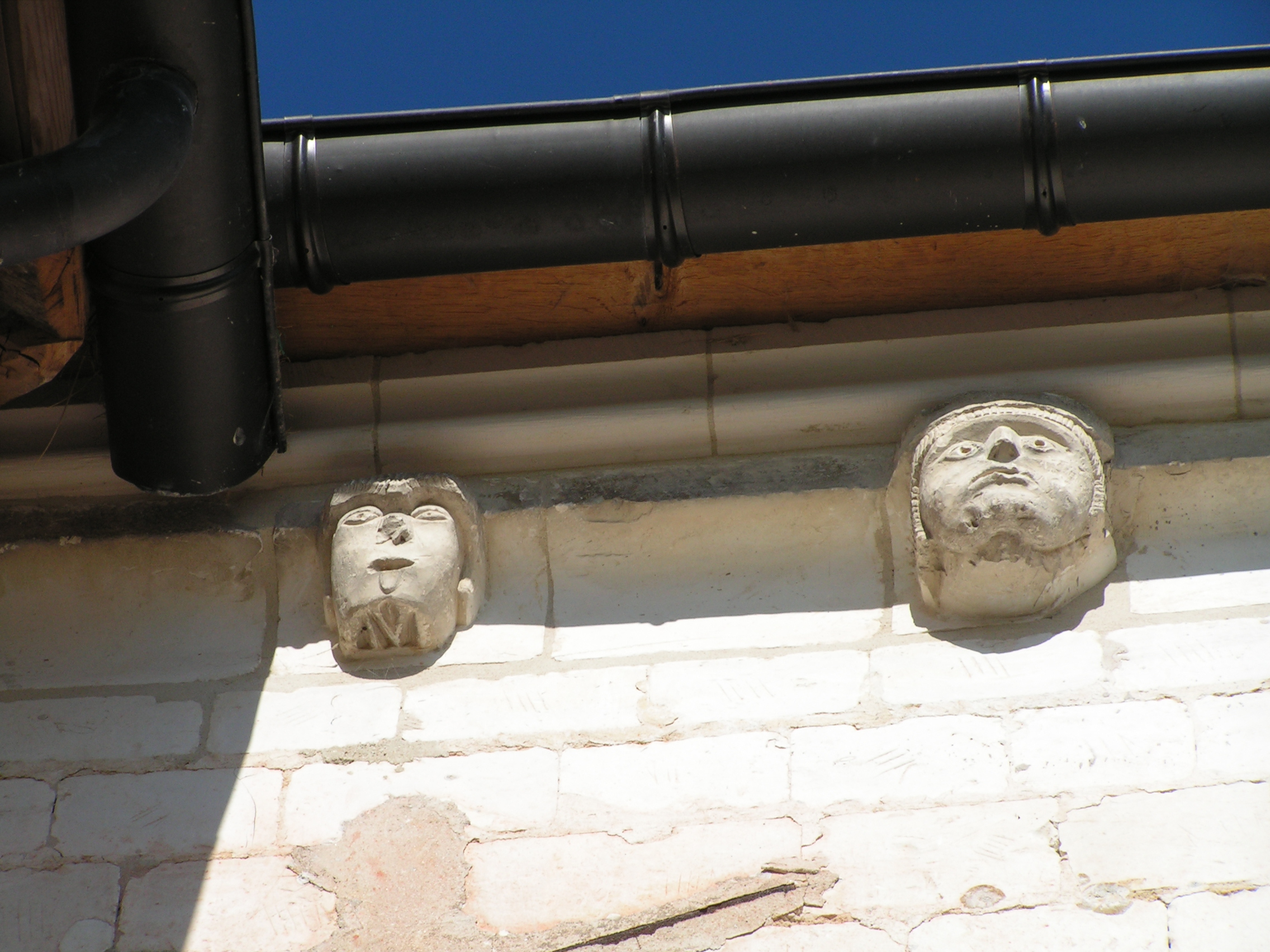
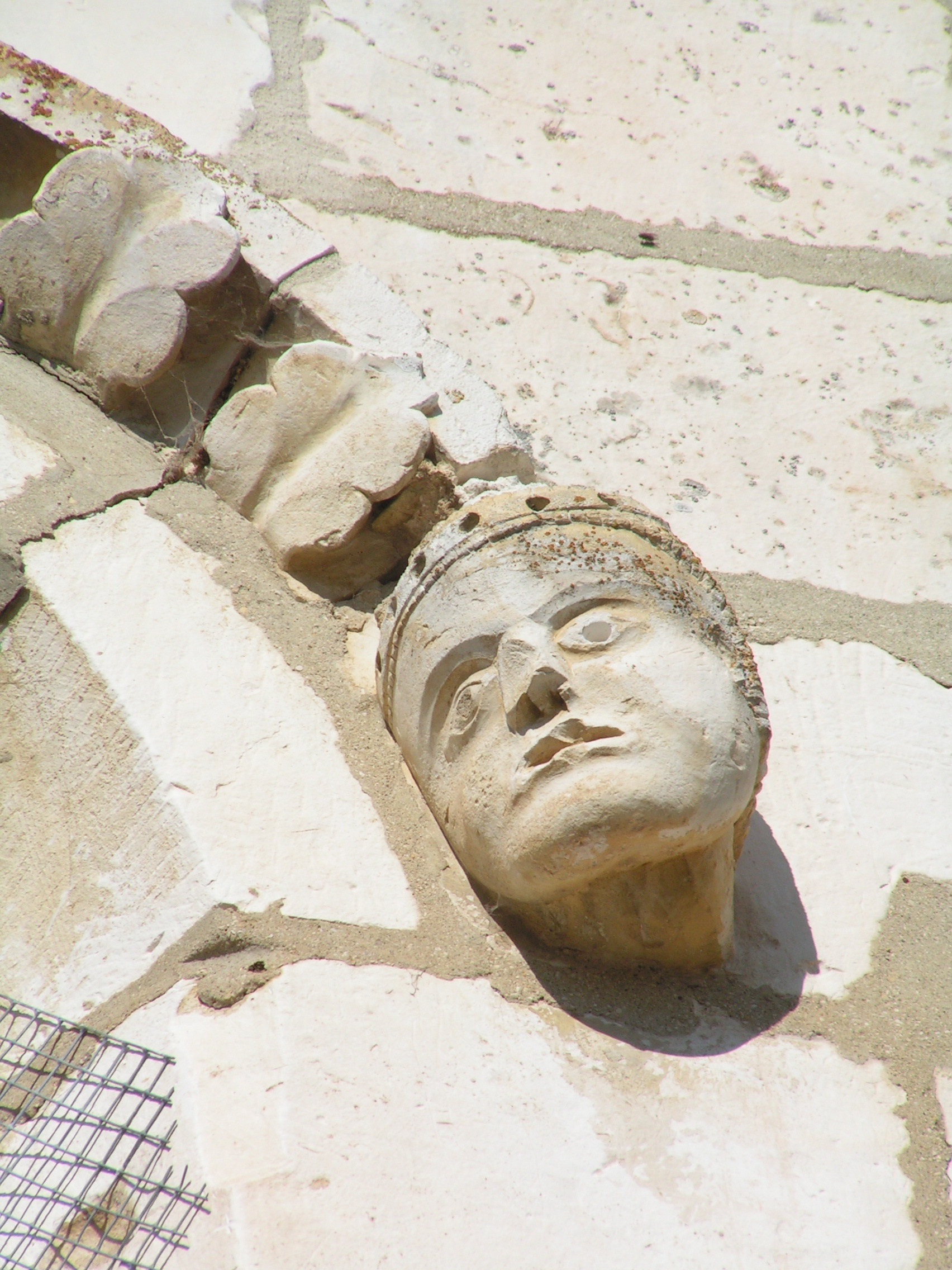
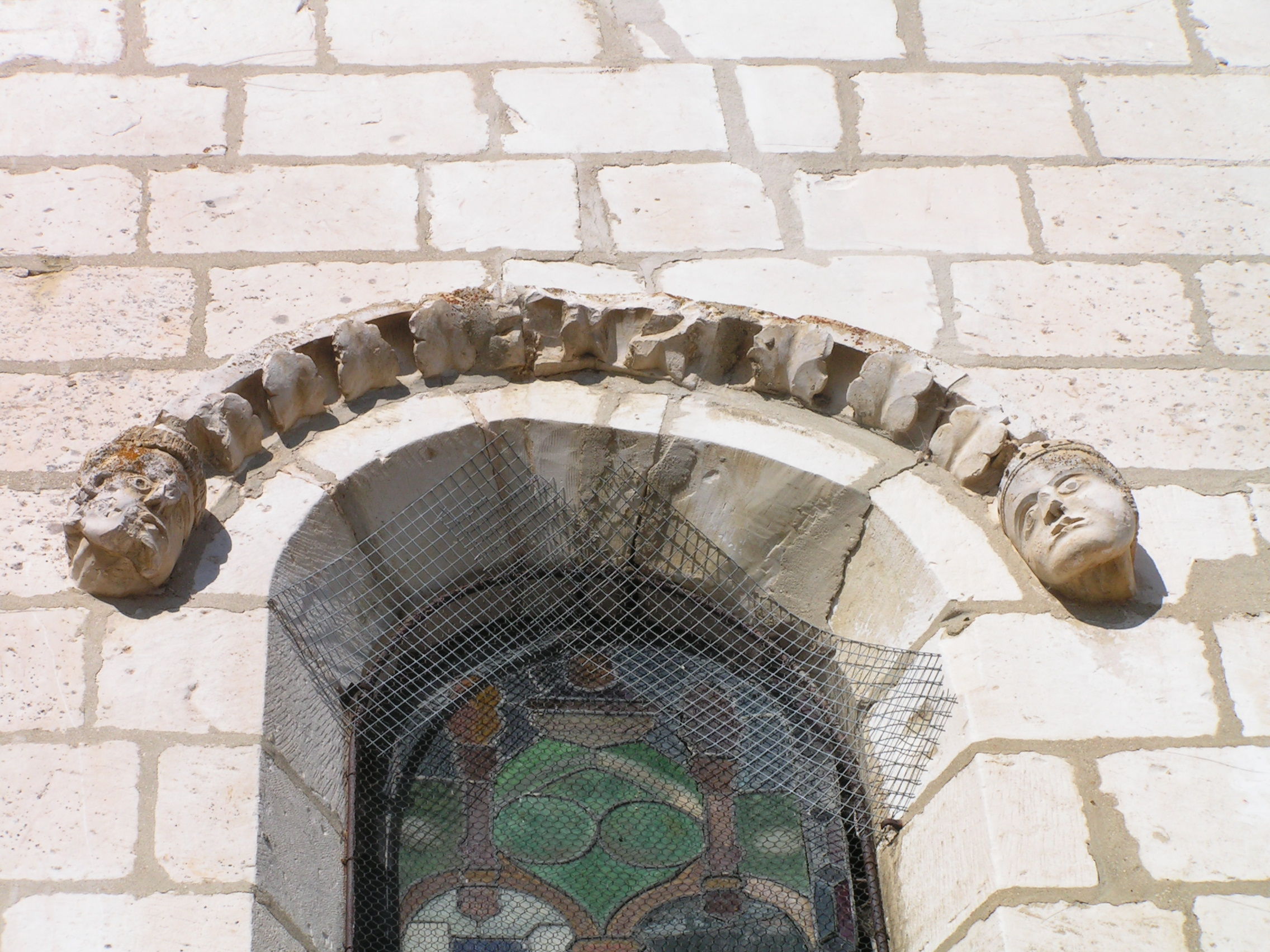
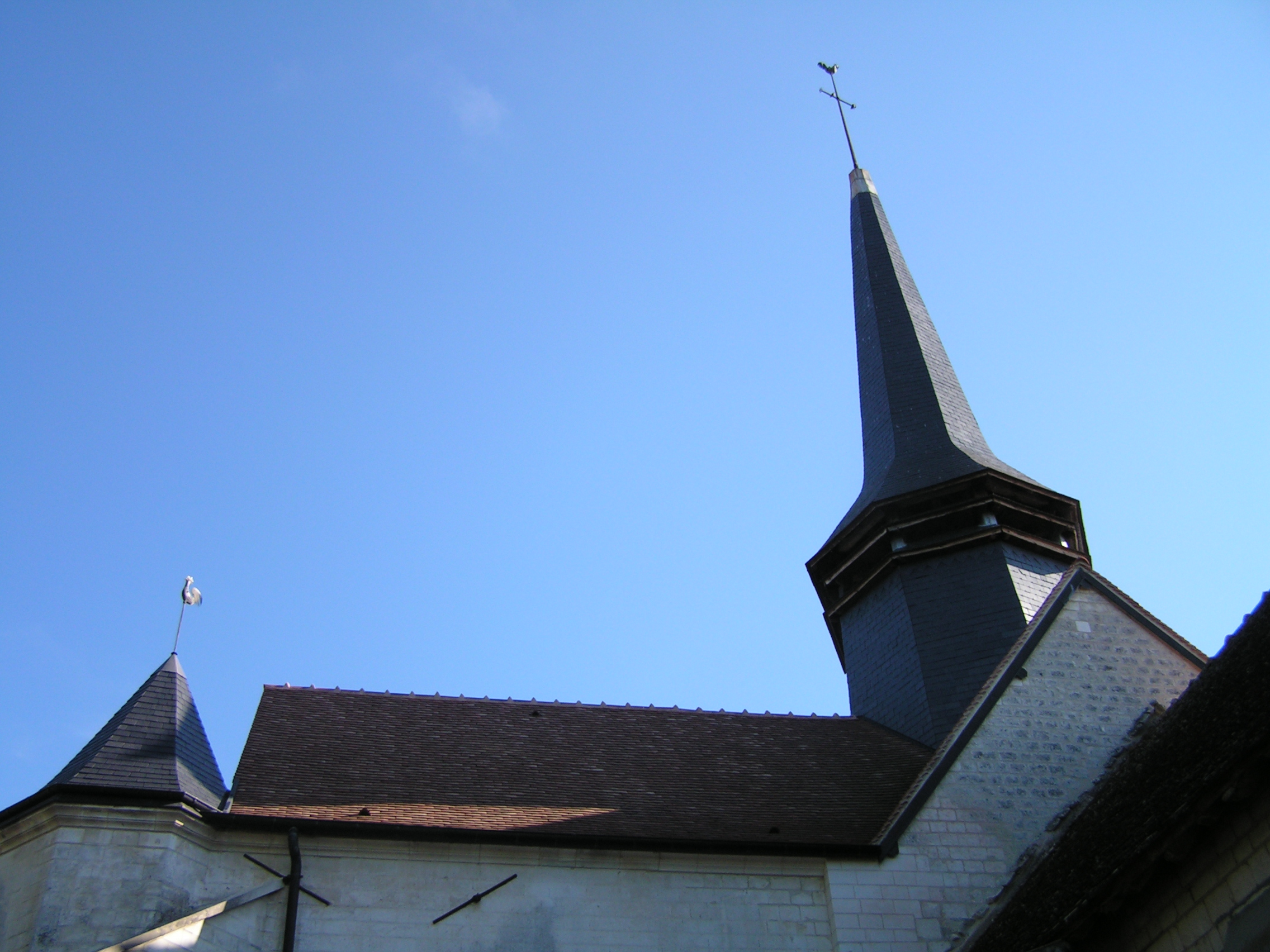
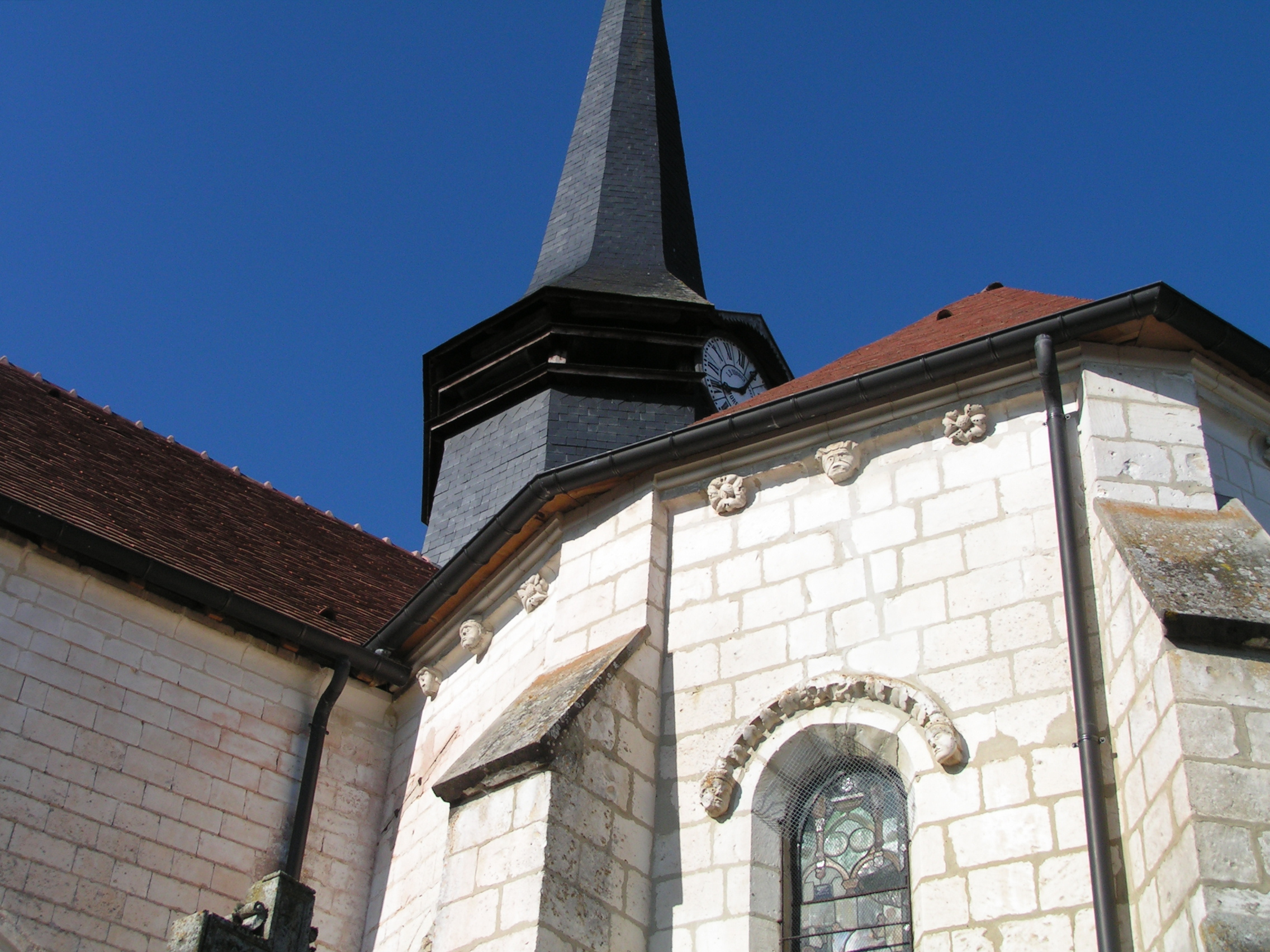

Des carreaux de pavement[5] avec des inscriptions comme : vive le roi, Scopus, Vita et des armoiries.

## Localisation
L'église est située sur la commune d'Isle-Aubigny, dans le département français de l'Aube.

## Historique
L'église était une succursale de celle de Ramerupt, donc au doyenné d'Arcis. 
L'édifice est inscrit au titre des monuments historiques en 2009.